# Mustike
Mustike est une île de l'archipel finlandais à Naantali en Finlande.

## Géographie
Mustike a une superficie de 0,11 kilomètre carré,.

## Transports
La route Vaivontie relie Mustike au continent à l'ouest et à l'île de Vaivio à l'est.